# تشارلز ويليام ألين
تشارلز ويليام ألين (بالإنجليزية: Charles William Eliot)‏ هو كاتب أمريكي، ولد في 20 مارس 1834 في بوسطن في الولايات المتحدة، وتوفي في 22 أغسطس 1926 في Northeast Harbor, Maine ‏ في الولايات المتحدة.

## وصلات خارجية
- تشارلز ويليام ألين على موقع الموسوعة البريطانية (الإنجليزية)
- تشارلز ويليام ألين على موقع إن إن دي بي (الإنجليزية)